# 문미란
문미란(1959년 8월 13일~)은 대한민국의 정치인이자 미국의 변호사이다. 2018년 10월 서울특별시 여성가족정책실장에 임용되었으며 2019년 12월부터 2020년 7월 1일까지 서울특별시 정무부시장을 지냈다.

## 개요
이화여자대학교 법학 학사, 워싱턴주립대학교 법학 석사를 수료받고 워싱턴주의 변호사가 되었다. 귀국후 여러 여성사회단체에서 활동했으며 2018년 10월 서울특별시 여성가족정책실장에 임용되었다. 2019년 12월 서울특별시 정무부시장에 임명되어 2020년 7월 1일 퇴임했다.